# Église Notre-Dame-du-Mont de Marseille
Pour les articles homonymes, voir Église Notre-Dame et Notre-Dame.
L’église Notre-Dame du Mont est située sur la place du même nom dans le VIe arrondissement de Marseille.
L'église a donné son nom :
- au quartier Notre-Dame du Mont, dans le 6e arrondissement de Marseille ;
- à la station Notre-Dame du Mont - Cours Julien  du métro de Marseille ;
- au canton de Marseille-Notre-Dame-du-Mont.

## Historique
Au VIe siècle, Théodore étant évêque et Dinamius préfet, une église dédiée à saint Étienne existait déjà.
À l’emplacement de cet édifice religieux, une première église est construite en 1586 sous le nom de Notre-Dame du Mont de Rome. Les marins rescapés d’un naufrage venaient y déposer des offrandes et des ex-voto devant l’autel Notre-Dame de la mer. Par la suite cette pratique se transfère à la chapelle de Notre-Dame de la Garde après sa construction.
Pendant la Révolution, cette église est vendue à un particulier le 25 août 1791. Après diverses ventes, fermetures et réouvertures, la ville de Marseille décide le 30 mai 1821 de l’acheter et de la reconstruire car elle ne répondait plus aux exigences du quartier qui s’était développé. La pose de la première pierre de la nouvelle église a lieu le 14 avril 1823 et sa consécration est effectuée le 29 février 1824 par Mgr Fortuné de Mazenod.

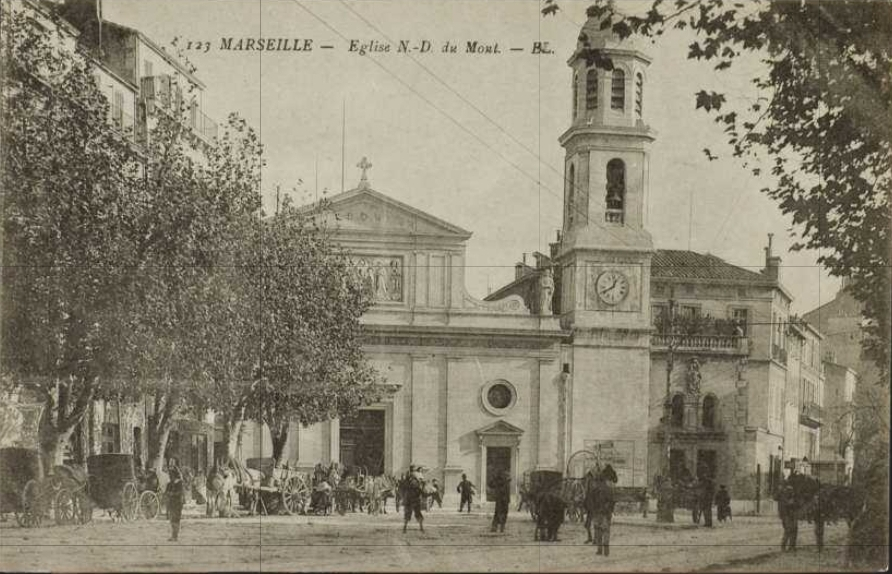
L'église au début du XXe siècle

En 1839, le compositeur Frédéric Chopin a joué de l'orgue présent dans cette église alors qu'il était de passage à Marseille, en provenance de Majorque avant de rejoindre Nohant. C'était pour les obsèques d'un ami, le célèbre chanteur Nourrit, décédé prématurément. À la fin des obsèques, Chopin vint voir Monsieur le curé et lui dit "Cet orgue ne vaut rien, vendez-le." Ce qui rejoignait l'avis de ce dernier. L'orgue sera revendu à la commune d'Eyguières. Mais là non plus, l'instrument ne fut guère apprécié, et sa tuyauterie sera revendue un peu plus tard. Ce n'est qu'en 2007 que l'instrument est entièrement restauré par le facteur d'orgues Pascal Quoirin. Pour remplacer l'instrument disparu, on fit appel au facteur d'orgues Ducroquet, successeurs de Daublaine et Callinet, pour la fourniture d'un orgues de 24 jeux sur 2 claviers et pédalier. L'instrument fut modifié et agrandi plusieurs fois, notamment par la maison Michel - Merklin & Kuhn, en 1938. L'instrument possédait alors 35 jeux sur 2 claviers et pédalier. Cet orgue devint très vite inutilisable de fait de la déficience de sa transmission (pneumatique). L'orgue a été protégé en tant que Monument Historique par une mesure de classement, et ce sont ses parties Ducroquet qui ont permis d'obtenir cette protection (Buffet, sommiers de grand-orgue, charpente, soufflerie, et une grande partie de la tuyauterie). En 2007, l'instrument fut entièrement démonté pour être restauré. Le travail a été confié à Jacques Nonnet (Orgues Giroud Successeurs) à Bernin (Isère)

## Description

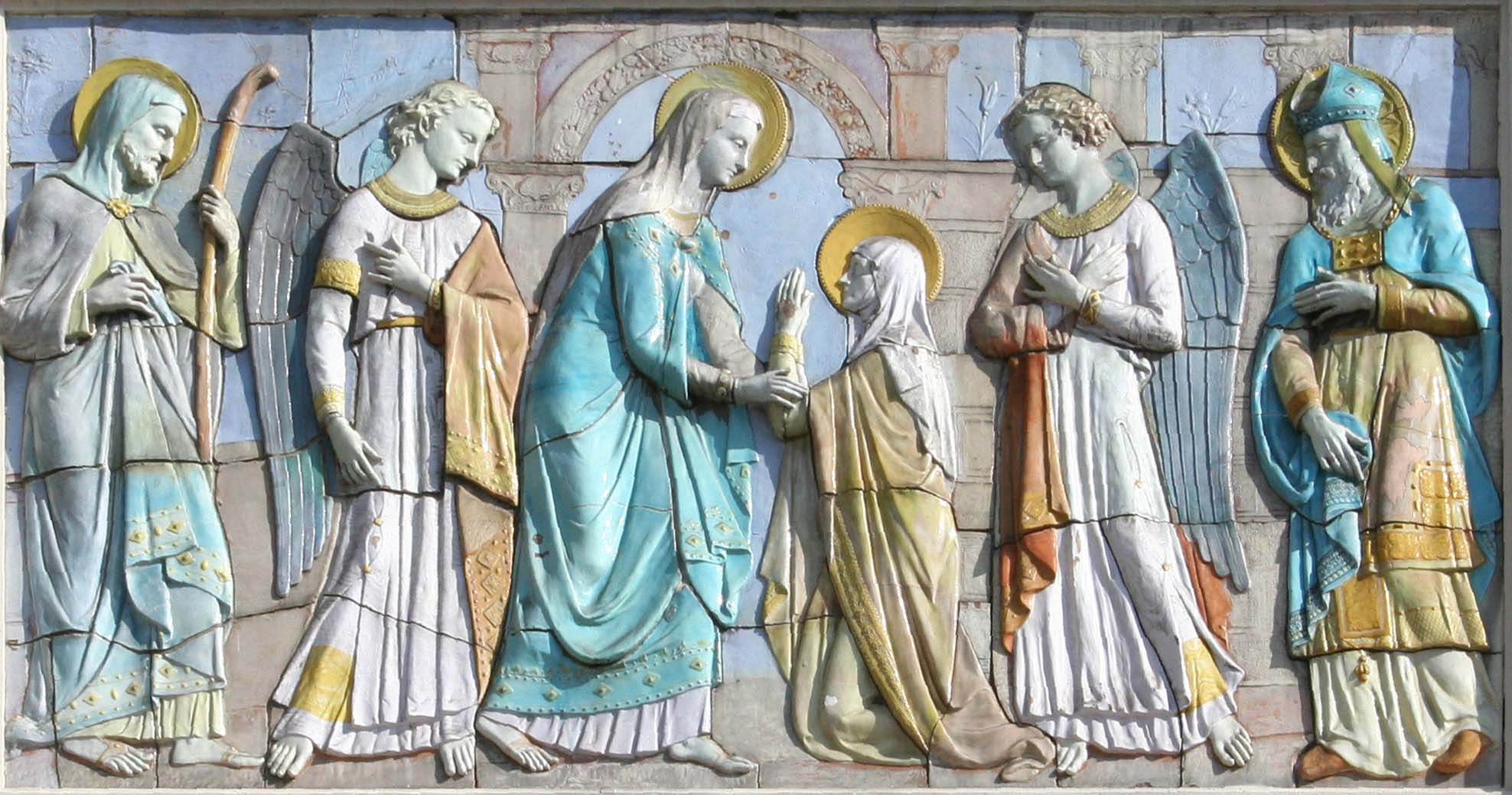
Céramique de la façade
La visitation

L’église Notre-Dame du Mont est de style néoclassique. Sur la façade principale au-dessus de l’entrée se trouve un haut relief en céramique polychrome, exécuté à Toulouse et posé en 1898, représentant la Visitation. La frise est en lave du Vésuve.
À l’intérieur une inscription en latin placée au-dessus de la grande porte rappelle l’histoire de l’édifice. 
L’église présente surtout un intérêt pour les différents tableaux en provenance de l'ancien couvent des Minimes détruit à la Révolution :
- Vierge à l’Enfant entourée de  Saint François-de-Paule et Saint François-de-Sales par Michel Serre.
- La Fuite en Égypte[4], l'Atelier de Nazareth[5], l'Adoration des bergers[6] et le Mariage de la Vierge[7]. par Barthélemy Chasse (1659-1720).
- Saint Loup venant demander la paix à Attila par Auguste Hyacinthe Debay.

La chaire à prêcher, dont le panneau central de la cuve représente la Visitation, a été sculptée en 1841 par Jean Joseph Vian originaire de Pignans et ayant exercé son art surtout à Toulon et ses environs.

## Plan de l'église
Légende :
- 1- Maître-autel
- 2- Orgue de Chœur

Plan de l'église

- 3- Tableau d'Augustin Aubert représentant la Visitation
- 4- Fresque de l'abside par Édouard Dufour
- 5- Plafond peint par Henri Pinta représentant la Vierge en Majesté
- 6- Chaire
- 7- Autel de la Vierge
- 8- Tableau de la Vierge à l'enfant par Michel Serre
- 9- Tableau de l'agonie de saint Joseph par Augustin Aubert
- 11- Tableau de la crucifixion par Pierre Bainville
- 12- Tableau de la descente de la Croix
- 13- Orgue de tribune
- 14- Tableau du baptême du Christ
- 15- Tableau de Barthélemy Chasse représentant l'atelier de Nazareth
- 16- Tableau de Barthélemy Chasse représentant la fuite en Égypte
- 17- Statue représentant le baptême de Jésus
- 18- Tableau représentant Monseigneur de Belsunce sur le Cours, peinture d'Augustin Aubert
- 19- Tableau représentant Monseigneur de Mazenod officiant en 1835, peinture d'Auguste Nancy
- 20- Tableau de Dominique Papety représentant le Sacré-Cœur
- 21- Tableau de Karel Dujardin représentant saint Paul guérissant un paralytique
- 22- Icône de Notre-Dame du perpétuel secours
- 23- Tableau d'Auguste Hyacinthe Debay représentant saint Loup demandant la paix à Attila
- 24- Autel de Saint Étienne
- 25- Tableau de Barthélemy Chasse représentant le mariage de la Vierge
- 26- Tableau de Barthélemy Chasse représentant l'adoration des bergers
- 27- Statue de Saint Louis.

## Orgue
C'est en 1847 que le facteur d'orgues Ducroquet construit le premier instrument de cette église. Il comporte alors près de 20 jeux répartis sur 2 claviers et 1 pédalier.
En 1894, le facteur marseillais François Mader effectue une restauration et change à cette occasion certains jeux.
En 1910, la Maison Merklin de Lyon rajoute une machine pneumatique au clavier de Grand-Orgue et agrandit les claviers et le Pédalier. En 1925, la même maison accroît le nombre de jeux au récit, repavillonne la tuyauterie et, au passage, pneumatise complètement la transmission.
En 1938, nouveau relevage et harmonisation toujours par Merklin. 4 jeux sont rajoutés au pédalier pneumatiquement hors du buffet, sous la tribune.
| Clavier I             | Clavier II               | Pédalier     |
| --------------------- | ------------------------ | ------------ |
| Grand orgue, 56 notes | Récit expressif 56 notes | 30 notes     |
| Bourdon 16'           | Flûte 8'                 | Flûte 16'    |
| Montre 8'             | Gambe 8'                 | Soubasse 16' |
| Bourdon 8'            | Voix Céleste 8'          | Bourdon 8'   |
| Flûte harmonique 8'   | Flûte 4'                 | Flûte 8'     |
| Salicional 8'         | Nazard 2 2/3'            | Flûte 4'     |
| Prestant 4'           | Octavin 2'               | Doublette 2' |
| Flûte douce 4'        | Tierce 1 3/5'            | Mixture III  |
| Quinte 2 2/3'         | Plein jeu IV             | Bombarde 16' |
| Doublette 2'          | Bombarde 16'             | Trompette 8' |
| Larigot 1 1/3'        | Trompette 8'             | Clairon 4'   |
| Cornet V              | Clairon harmonique 4'    |              |
| Plein Jeu IV          | Basson-Hautbois 8'       |              |
| Trompette 8'          |                          |              |
| Cromorne 8'           |                          |              |

Accouplements: I/II en 16 et 8
Tirasses: II/P en 8 et 4
Trémolo Récit, Crescendo général
Expression Récit.
Appel Grand-Orgue. 
Appels Anches I, II, P. 
1 combinaison ajustable